# 나응식
나응식(1978년 10월 23일 ~ )은 대한민국의 수의사이다. 본명은 라응식이다.

## 경력
- 일본 미야자키대학 동물병원 외과연구원 (2005-2006년)
- 충북대학교 수의예과 외래교수 (2015-2016년)
- 한국고양이수의사회 부회장
- 서울특별시 수의사회 홍보이사
- 그레이스 동물병원 원장 (2009년~)

## 학력
- 충북대학교 수의학과 학사 (1997년 ~ 2002년)
- 충북대학교 대학원 석사 (2012년 ~ 2014년)
- 충북대학교 대학원 박사 (수료, 2017년)

## 라디오 프로그램
- MBC 잠깐만 공익 캠페인 내레이션 참여 (2018.08.06-2018.08.12)
- SBS 파워FM 《최화정의 파워타임》 설채현과 게스트 출연 (2020.01.17)
- KBS 라디오 《정관용의 지금 이 사람》 출연 (2020.03.04)
- SBS 파워FM 《최화정의 파워타임》 고정 게스트 - 금 : 오구오구 예쁜 우리새끼 (2020.02.07~)
- 팟빵 팟캐스트 《냥신&미야옹철의 캣토피아》 (2020.03.23~)

## 방송 프로그램
- 2015년 채널A 《개밥 주는 남자 시즌1》 - 37회 : 건강검진편 출연
- 2017년-2018년 TvN 《대화가 필요한 개냥》 : 자문 수의사로 출연 (설채현과 함께 출연)
- 2017년 TvN 《집사인게 자랑 시즌1》 6회, 7회 : 전문가로 출연
- 2017년 TvN 《집사인게 자랑 시즌2》 10회 : 전문가로 출연
- 2018년 유튜브 《코니맘의 개집밥 : 나원장의 펫트폭행》 : 전문가로 출연
- 2018년 MBC 스페셜 다큐멘터리 《고냥이》 : 자문담당
- 2019년 TVN 《곽승준의 쿨까당》 - 328회 반려동물편 패널로 출연
- 2018년 ~ 현재 EBS1 《고양이를 부탁해》 - 자문 수의사로 출연 (박지선[1], 김명철과 출연)

## 저서
- 2019.04.30 에세이집 《잠시 고양이면 좋겠어 (왜 그럴까? 어떤 마음일까?) : 김영사》
- 2020.05.07 어린이동화 《고양이 마음 사전 : 주니어김영사》
- 2020.07.07 에세이집 《대집사 고양이 상담소 : 김영사》

## 칼럼 관련
- 2016 ~ 2017년 스포츠경향 동물칼럼 연재
- 2017 ~ 현재 네이버 동물공감칼럼 동그람이 연재 중

## 관련 인물
- 강형욱 - 반려견 훈련사
- 이웅종 - 강형욱과 동일한 애견 훈련사
- 이찬종 - 애견 훈련사이자 이삭애견훈련소 소장
- 김명철 - 고양이 행동 전문 수의사
- 설채현 - 반려견 행동 수정 전문 수의사
- 심용주 - 반려묘 심리분석 전문가
- 이태형 - 반려견&반려묘 행동 전문 수의사
- 잭슨 갤럭시 - 미국의 고양이 행동교정 전문가